# Republika Marzeń
«Republika Marzeń» (с пол. — «Республика Мечтаний») — шестой студийный альбом польской рок-группы Republika, записанный в 1995 году.

## Список композиций
1. «Republika marzeń» — 3:40
2. «Trzeba uśpić psa» — 4:32
3. «Dar dla pana B.» — 3:31
4. «Józef K.» — 3:18
5. «W końcu» — 4:39
6. «Jestem poławiaczem pereł» — 3:38
7. «Zapytaj mnie czy cię kocham» — 3:48
8. «Celibat» — 4:46
9. «Mantra ma» — 3:52
10. «Rak miłości» — 4:42
11. «Synonimy» — 3:33
12. «Jej brzuch» — 1:18

- Слова всех песен — Гжегож Цеховский
- От названия песни «Republika Marzeń» (Республика Мечтаний) происходит название наиболее известного фан-клуба группы «Republika» в Польше.[3]
- Песня «Józef K.» относится к герою романа Франца Кафки «Процесс»[4]

## Состав группы
- Гжегож Цеховский (пол. Grzegorz Ciechowski) — вокал, Родес-пиано, фортепиано, орган Хаммонда, флейта
- Збигнев Кживаньский (пол. Zbigniew Krzywański) — электрогитара, акустическая гитара, вокал, губная гармоника
- Славомир Цесельский (пол. Sławomir Ciesielski) — барабаны, вокал
- Лешек Бёлик (пол. Leszek Biolik) — бас-гитара

## Критика
«Музыкальный начальник» радиостанции «EskaRock» Darek Król оценил песню «Zapytaj mnie czy cię kocham» как одну из лучших композиций группы.
Песни, которые попали в хит-парад под званием «Lista Przebojów Programu Trzeciego» (Список хитов Третьего канала)
| Год  | Звание                      | Позиция |
| ---- | --------------------------- | ------- |
| 1995 | Republika marzeń            | 11      |
| 1995 | Zapytaj mnie czy cię kocham | 4       |
| 1995 | W końcu                     | 36      |